# ألكسيس لاندري
ألكسيس لاندري هو شخصية أعمال كندي، ولد في 1721 في غراند بري في كندا، وتوفي في 6 مارس 1798 في Caraquet ‏ في كندا.